# Daniele Govoni
Daniele Govoni (*14. března 1978) je italský mistr grilu (grill master a pit master), evropský šampion v grilování steaků SCA (Steak Cookoff Association) pro rok 2022 a provozovatel vyhlášené masové restaurace MeatEater v Praze.

## Vzdělání
V roce 2002 vystudoval geodézii a stavební obor na italské státní univerzitě Studi di Ferrara. 

## Profesní kariéra
V roce 2004 založil v Itálii vlastní architektonickou kancelář a v roce 2009 přijal nabídku pracovat v Česku, kde dohlížel na správu a údržbu nemovitostí. O rok později založil v Praze vlastní stavební firmu zaměřenou na rekonstrukce, kterou vedl až do roku 2014, kdy se rozhodl stavební obor zcela opustit.

### Masová restaurace
V Praze se také seznámil se svojí manželkou Julií, s níž začal podnikat v gastronomii. Na pražské Náplavce nejprve provozovali stánek s burgery. A přes další postupné kroky se dopracovali až k vlastní vytoužené masové restauraci MeatEater, kterou koncem roku 2019 otevřeli v centru Prahy. Restaurace je v Česku unikátní nejen gastronomickými zkušenostmi Daniela, ale i samotným výběrem celosvětově oceňovaných mas. V jejich nabídce najdete finské Sashi, dánské Swami anebo polskou Wolowinu.
Restaurace byla hned po otevření vyhodnocena jako nejlepší restaurace v Praze a následně zařazena do výběru nejlepších českých restaurací v Česku se dvěma Zlatými lvi. MeatEater ocenil i český Forbes a v září 2022 získala ocenění od Travel & Hospitality Awards jako nejlepší masová restaurace v Čechách.

## Členství v organizacích
Daniele Govoni je členem Italsko-české obchodní a průmyslové komory (CAMIC).

## Ocenění v soutěžích
Jen v roce 2022 najezdil po Evropě a Spojených státech 80 tisíc kilometrů, aby se zúčastnil 55 soutěží v grilování a barbecue. Jeho cílem je stát se jedním z pěti nejlepších mistrů grilu na světě.
| První místo v soutěži SCA          | Datum      | Místo        | Stát      |
| ---------------------------------- | ---------- | ------------ | --------- |
| Riseria Ferron                     | 08.06.2019 | Verona       | Itálie    |
| Foggy & Smoke Steak Challenge      | 25.09.2021 | Modena       | Itálie    |
| Gruenenwalds BBQ Battle            | 02.10.2021 | Bremen       | Německo   |
| Vuur & Rook                        | 13.11.2021 | Lunteren     | Holandsko |
| Steak & Burger and Beerfest        | 28.05.2022 | Krško        | Slovensko |
| Longest Day Cookoff                | 21.06.2022 | Lunteren     | Holandsko |
| BBQ kampioenschap van het Waasland | 16.09.2022 | Sint-Niklaas | Belgie    |
| BBQ Village Festival & Cookoff     | 15.10.2022 | Emmeloord    | Holandsko |
| Smoke&BBQ                          | 05.11.2022 | Rha          | Holandsko |
| Family Week                        | 26.11.2022 | Ninova       | Belgie    |
| Freestyle BBQ                      | 10.12.2022 | Ijmuiden     | Holandsko |
| Foggy                              | 16.09.2023 | Modena       | Itálie    |

### Speciální ocenění
Vítěz italského mistrovství profesionálů pro restaurace a producenty masa.
| První místo          | Datum          | Místo                | Stát   |
| -------------------- | -------------- | -------------------- | ------ |
| The Golden Steak 4.0 | 23.-24.09.2023 | Monteriggioni, Siena | Itálie |

## Osobní život
Daniele je ženatý s manželkou Julií a spolu mají syna Danila.

## Životní krédo
| „ | Přišel jsem vyhrát. Ne zúčastnit se. | “ |